# Исељавање Срба са Мањаче након Другог свјетског рата
Током Другог свјетског рата на Змијању је доминантан био национални покрет, што је комунистичким властима био мотив да досљедно спроводе политику његове изолованости и запуштања. Осим пар изузетака, ни позив на државну колонизацију није мотивисао Змијањце. Власти су их зато етикетирале као реакционаре, неспремне да се одрекну националног идентитета, који им је и омогућио вјековни опстанак на вјетрометини. А кад су Змијањци пружили и огорчен отпор колективизацији, пропалом Кардељевом експерименту, изречена им је колективна санкција

## Процес исељавања
Након Другог свјетског рата, цијели змијањски крај је сматран четничким крајем, у неким изворима се наводи и као "четничко гнијездо", па се самим тим тај "проблем" нове комунистичке власти требао ријешити. Објавили су позив Змијањцима на колонизцију простора Војводине. Осим пар изузетака, ни позив на државну колонизацију није мотивисао Змијањце. Власти су их зато етикетирале као реакционаре, неспремне да се одрекну националног идентитета, који им је и омогућио вјековни опстанак на вјетрометини. А кад су Змијањци пружили и огорчен отпор колективизацији, пропалом Кардељевом експерименту, изречена им је колективна санкција.
Простор Змијања обухватају сљедећа мјеста:  Стричићи, Стражице, Ситница, Дубица, Локвари, Дујаковци, Лусићи, Соколово, Горње Ратково, Доње Ратково, Добрња, Шљивно, Зеленци, Радманићи и Вилуси. Сва та мјеста су остала без кључних инфраструктурних пројеката. "Петољетке", индустријализација, електрификација и модернизација путева су у широком луку заобишле Змијање. Немаштина, обавезан откуп и привређивање које се сводило на "прогон" оваца и на одлазак у бербу војвођанског кукуруза, довеле су до појединачних исељавања у Војводину. Дестинација је била предодређена - Срем, мало због пруге Београд - Загреб, а више због чињенице да је то најближа српска територија. Ускоро је дошло до ломова на државном унутрашњем и спољном плану.

### 1948. - 1957. година
Јуна 1948. режим се разбратио са руском браћом, а КПЈ је проживљавала немилосрдан унутрашњи раскол. Оставши без братске помоћи, режим је потражио савезнике на Западу.
Поремећена глобална равнотежа омогућила му је да новим пријатељима испоставља мегаломанске захтјеве за испорукама оружја и војне опреме. Спремно је инаугурисана и доктрина о угрожености земље из три стратегијска правца. Један је из Бугарске водио ка Нишу и Скопљу, други преко Војводине у централна подручја земље, а трећи од Мађарске за Трст. Необично је да ова доктрина није рачунала са опасношћу из супротних праваца.
Антикомунистичка хистерија (макартизам) у САД је кулминирала, па је вријеме било згодно да се пласира теза да ће Руси ударити на Трст и друге јадранске луке. Услиједиле су испоруке големе војне помоћи. У Бањалуци се 1956. оснива наставни центар за потребе оклопних јединица, а да би се показала спремност за случај "руске инвазије", 1957. се у Клашницама приређује велика војна вјежба коју је надгледао врховни командант лично.

### Почетак исељавања
Међутим, већ наредне, 1958, долази до крупног политичког заокрета. Укинут је програм савезничке војне помоћи, а режим усваја концепт несврстаности и доктрину општенародне одбране.Почетком 1957. у Добрњи власти приређују низ зборова на којима становништво упознају са предностима живота у Војводини. Права намјера, изградња полигона 7. армије на Мањачи, у почетку није саопштавана. Комплексан и изнимно скуп пројекат је у свим армијским областима текао споро. Потом почиње исплата накнада за изузето земљиште, а тамо гдје је пружан отпор, "убјеђивање" је повјеравано народној милицији. Многи су Змијањци искусили државни терор и репресију. Забиљежени су и бројни случајеви уништавања имовине.
Исељавање Змијањаца текло је у три фазе. У првој, 1957, исељена је Доња Добрња, одмах након исплате накнаде за изузето земљиште. У другој фази, која је кулминирала 1966, исељени су Горња Добрња и Шљивно, а у трећој, 1973, Радманићи, Дујаковци и дио Вилуса. Али, Змијањци се нису лако предавали. Нерјешив проблем за власти били су Змијањци који су се привремено враћали из Срема и напасали своја стада. Но, снажне родбинске везе, али и присила, доводе и до исељавања из Стричића, Кола, Зеленаца, Локвара, Лусића,...

### Демографија змијањских села према пописима из 1948. и 1991. године
Вилуси - 1948. године су имали 1.579 становника, а 1991. године 239 становника;
Добрња - 1948. године је имала 2.716 становника, а 1991. године 130 становника;
Дујаковци - 1948. године су имали 928 становника, а 1991. године 328 становника;
Локвари - 1948. године су имали 687 становника, а 1991. године 325 становника;
Лусићи - 1948. године су имали 620 становника а 1991. године 339 становника;
Павићи - 1948. године су имали 1.020 становника а 1991. године 605 становника;
Радманићи - 1948. године су имали 3.504 становника, а 1991. ниједног становника;
Стричићи  - 1948. године су имали 2.623 становника, а 1991. године 463 становника;
Шљивно - 1948. године је имало око 1.000 становника, а 1991. ниједног становника.

### Мјеста која су населили Змијањци
Змијањци су у почетку за дестинације бирали Чалму и Дивош, а потом Манђелос и Велике Радинце. Са "возова без возног реда" силазили су у Мартинцима, и ту, уз помоћ земљака, утоваривали своје скромно покућство на коњске запреге. Чалму преплављују Бојанићи, Васиљевићи, Драгановићи... Након тога, привучени ојачалом привредом, Змијањци се окрећу ка Сремској Митровици и Лаћарку. Пословично вриједни, ту су куповали онолико земље колико могу да обраде кад изађу из митровачког "Митроса", целулозе или шећеране. За посљедњу дестинацију изабран је Јарак, у ком су домове подигли Антонићи, Богојевићи, Вукадиновићи, Клинцови, Моцоње, Маричићи...
Преко ноћи су у Срему ницале нове куће и шорови, чији су житељи још дуго остали везани за своје уже окружење. Тек су њихови потомци успјешно избрисали све разлике у односу на домицилно становништво.